# ライブハウス・R-1
ライブハウス・R-1（ -アール・ワン）は、NHKラジオ第1放送で2010年から特集番組として放送されている若者向けの音楽ライブ番組である。

## 概要
題名は「ラジオ第1放送」の略称から付いたものである。
NHKラジオセンターの公開スタジオを、ライブハウス風にアレンジして、特に若者に人気があるJ-POPの歌手を中心にした音楽家の熱気のある音楽とトークのライブを存分に楽しむ。コンセプトは「快汗（かいかん）噴出系音楽ライブ」。
2010年・2011年に夏休み特番として放送し反響を得て、第4弾は初めて祝日の特番として放送されることが決まった。

## 進行役
- ポカスカジャン
- 京本有加（ナビゲーターという肩書きで番組のアシスタントを務める）

## 過去の放送
特記無しはいずれも水曜 20:05ごろから21:30（途中ニュース中断あり）。
- 2010年
  - 8月10日
- 2011年
  - 7月20日
  - 8月17日
  - 11月23日（勤労感謝の日の祝日特番）
- 2012年
  - 3月21日
  - 7月25日
  - 8月22日
  - 12月26日[1]
- 2013年
  - 4月29日（昭和の日の祝日特番　19:20-20:55）
  - 8月21日（21:55まで拡大放送）
- 2014年
  - 8月20日（21:55まで拡大放送）